# BB Erzurumspor
Büyükşehir Belediye Erzurumspor, známý jako BB Erzurumspor, je turecký fotbalový klub z města Erzurum. Klub hraje druhou ligu, kam sestoupil po sezoně v Süper Lig. Klub lze označit jako tzv. „jojo klub“, v posledních pěti sezonách pravidelně střídal účasti v první a ve druhé lize.

## Historie
Klub byl založen v roce 2010 jako Erzurum Büyüşehir Belediyespor. Ve své první sezoně ovládl 5. ligu. Poté 5 sezon v řadě působili v TFF Third League (4. lize). V roce 2014 se klub přejmenoval na Büyükşehir Belediye Erzurumspor. Po postupu do TFF Second League (3. liga) následoval okamžitý postup do TFF 1. Lig, a o sezonu později premiérový postup do Süper Lig. První sezona v první lize (2018/19) klubu nevyšla, ve 34 zápasech si připsali 8 výher, a o pouhé 3 body se v soutěži neudržel. Další sezonu v první lize klub z Erzurumu zažil v sezoně 2020/21, skončila velkou smůlou, klub se v lize neudržel o jeden jediný bod.

## Umístění v jednotlivých sezonách
- 2010–2011: Amatérské ligy
- 2011–2016: TFF Third League
- 2016–2017: TFF Second League
- 2017–2018: TFF First League
- 2018–2019: Süper Lig
- 2019–2020: TFF First League
- 2020–2021: Süper Lig
- 2021–0000: TFF First League